# Eastville (Wirginia)
Eastville – miasto w Stanach Zjednoczonych, w stanie Wirginia, siedziba administracyjna hrabstwa Northampton.